# Vezzano sul Crostolo
Vezzano sul Crostolo – miejscowość i gmina we Włoszech, w regionie Emilia-Romania, w prowincji Reggio Emilia.
Według danych na rok 2004 gminę zamieszkiwało 3796 osób, 102,6 os./km².